# Стари град (Баку)
Стари град или унутрашњи град је историјско језгро Бакуа, главног града Азербејџана. Стари град је најстарији део Бакуа, окружен зидовима. 2007. године у Старом граду је било око 3000 људи. У децембру 2000. године, Стари град Баку, укључујући Палату Ширваншаха и Девојачку кулу, постао је први локалитет у Азербејџану коју је УНЕСКО класификовао као локалитет светске баштине.

## Историја
Опште је прихваћено да Стари град, укључујући и његову Девојачку кулу, датира бар из 12. века, а неки истраживачи тврде да је изграђен још у 7. веку. Питање није до краја решено.
Током тог средњовековног периода Бакуа,  изграђени су споменици као Синиг Гала минарет (Synig Gala Minaret) (11. век), зидови тврђаве и куле (11. – 12. век), Девојачка кула, Мултани каравансераи и купатило Хаји Гајиб (15. век), палата Ширваншах (15.-16. века), Букара Каравансераи и Гасимбеј амам (16 век).
1806. године, када је Баку био окупиран од стране Руског царства током Руско-персијског рата (1804–1813), било је 500 домаћинстава и 707 радњи, а 7.000 становника је било у Старом граду (тада једином суседству Бакуа) од којих су скоро сви били етнички Тати. Између 1807 и 1811. поправљене су градске зидине и продужена су утврђења. Град је имао две капије: Салјан и Шемака. Град је штитило десетине топова постављених на зидине. Лука је поново отворена за трговину, а 1809. основана је царинарница.
У том периоду Баку се почео ширити изван градских зидина, а појавила су се нова суседства. Тако су се изрази Унутрашњи град (азер. İçəri Şəhər ) и спољни град (азер. Bayır Şəhər) почели  употребљавати.
Доласком Руса традиционални архитектонски изглед Старог града се променио. Многе европске грађевине изграђене су током 19. и почетком 20. века, у стилу барока и готике.
Године 1865. срушен је део градских зидина са погледом на море, а камење је продато и коришћено у изградњи Спољашњег града. Новац добијен од ове продаје (44 000 рубаља) отишао је у изградњу Баку булевара. 1867. године на Булевару су се појавиле прве фонтане.
У овом периоду отворене су још две капије, од којих је једна била позната Тагијева капија (1877). Отварање нових капија и пролаза наставило се у совјетском периоду.
Арменска црква Пресвете Богородице, саграђена је под персијском влашћу између 1797. и 1799. у сенци Девојачке куле, али је престала да функционише 1984. године и срушена је 1992. године.

## Суседства
Стари град био је подељен у неколико четврти, које су уједно служиле и као друштвене поделе. Понекад су делови Старог града називани по њиховој џамији: на пример, четврт Џумове џамије, четврт Шал џамије, четврт Махамадјар џамије итд.

### Списак главних четврти
- Сејидс, четврт свештеника
- Агшалварлилар, четврт градских племића, буквално "они са белим панталонама"
- Бозбашјемејенлер, четврт "оних који не једу месо"
- Гемичилер, четврт бродоградитеља и морнара
- Хамамчилар, четврт запослених у јавном купатилу
- Арабачилар, четврт возача вагона и колица
- Нојутчулер, четврт нафтних радника
- Јухуд Зејналилар, јеврејски крај
- Лезгилер, четврт дагестанских оклопника и ковача
- Гилаклар, четврт трговаца из Гилана

### Подземна инфраструктура
2008. године откривен је древни подвожњак из 19. века, током реконструкције у парку Вахид. Радници су прошли око 200 м дуж тунела, али су се затим зауставили, сусрећући се са масом воде и муља. Судећи по фотографијама снимљеним у пећини, тунел је изграђен врло темељито, зидови, плафон и под тунела поплочани су белим резаним каменом. Радници су такође пронашли неколико новчића из совјетског периода, што сугерише да је пре њих неко био у тунелу, пре најмање 20 година.
Према научнику Виталију Антонову, Баку је крајем 18. века био кавкаско средиште револуционарног покрета, а пронађени подвожњак је ископан да би спасао гувернера у случају масовних нереда у граду. Друга верзија је да је овај пролаз један од неколико, који води до древног дворца Сабајил, кога је преплавило Каспијско море. Постоји неколико тунела који воде од Палате Ширваншаха и Синик Гала до мора. Синик Гала је била џамија у 15. веку, у време Шаха Исмаила, а уништиле су је трупе Петра Првог. Односно, откривени пролаз је део подземне мреже која повезује град Сабајил са копном.

## Образовање
Прва позната медреса у Старом граду отворена је у 12. веку, а међу њеним популарним учитељима био је Баба Кухи Бакуви. Четири стотине година касније, други угледни научник по имену Сеид Јахја Бакуви (умро 1403) основао је Дарулфунун (Кућу уметности и науке, прототип модерног универзитета) у Палати Ширваншаха. Али са падом државе Ширваншаха, образовање у Бакуу је постепено пропадало. До 1806. године у Старом граду је остало само дванаест молакана (основне и средње школе, које су држале џамије), а само три су преживеле у 20. веку. Касније су све такве школе затворене и замењене модерним вртићима и државним секуларним школама.

## Светска баштина
У децембру 2000. године, Стари град Баку са Палатом Ширваншаха и Девојачком кулом постао је први локалитет у Азербејџану који је УНЕСКО класификовао као локалитет светске баштине .
Три године касније, 2003. године, УНЕСКО је ставио Стари град на листу светске баштине у опасности, наводећи штету од земљотреса у новембру 2000. године, слабу заштиту и "сумњиве" напоре на обнови.
Комитет за светску баштину 2009. године похвалио је Азербејџан због његових напора да сачува град Баку и уклонио га са листе угрожених.

## Стари град у филмовима
Неке сцене познатих филмова из Азербејџана и Совјетског Савеза, попут "Диамонг-ова рука", "Човек амфибија", "Аиболит-66", "Техеран-43", "Не бојте се, ја сам с вама" који су познати широм света, снимани су у Старом граду. Филм "Брилијантна рука" је сниман у Старом граду одлуком Леонида Гајдаја. У филму се појављују старе улице Старог града, Палата Ширваншаха, минарети џамија и зидови тврђаве. У Ичеришехеру, где се снимао филм, постављен је споменик Јури Никулину.

## Карактер и наслеђе
Дужи временски период, експлицитни симбол Старог града било је дрво дуда које се налазило иза џамије Дјума. Веровало се да је дрво било старо неколико стотина година. Дрво се помиње у многим изрекама и популарним песмама у Старом граду и постало је локална знаменитост. Место на коме се то дрво налазило називало се Трг Дуда. Међутим, током 1970-их година дуд је посечен због грађевинских радова у близини.
Још једна популарна знаменитост Старог града је локална књижара која продаје углавном старе, али и нове књиге. Популарно је одредиште студената и библиофила, највише због свог ниске цене.
Стари град Баку приказан је на предњој страни новчанице Азербејџана од 10 маната која се издаје од 2006. године.

## Галерија
- Azerbaijani Carpets